# Dieffenbachia imperialis
Dieffenbachia imperialis är en kallaväxtart som beskrevs av Jean Jules Linden och Éduard-François André. Dieffenbachia imperialis ingår i släktet prickbladssläktet, och familjen kallaväxter. Inga underarter finns listade.